# Рушански хребет
Рушанският хребет (на руски: Рушанский хребет) е мощен планински хребет в югозападната част на Памир, разположен на територията на Таджикистан. Простира се от запад на изток, като леко изпъкнала на север дъга на протежение около 120 km, между река Пяндж (лява съставяща на Амударя) на запад и десните ѝ притоци Бартанг на север и Гунт на юг. На североизток са свързва със Североаличурския хребет. Максимална височина връх Патхор 6083 m, (37°53′21″ с. ш. 72°11′14″ и. д. / 37.889167° с. ш. 72.187222° и. д.), разположен в централната му част. Изграден е основно от гранитоиди, метаморфни и глиненсти шисти, кварцити, пясъчници, варовици и гнайси. Гребенът му е с алпийски форми. Има множество ледници. От северните му склонове водят началото си къси и бурни реки леви притоци на Бартанг, а от южните – малки десни притоци на Гунт. В източната му част са разположени високопланинските езера Зарошкул и Чандара. Подножията му са заети от субтропични степи и полупустини, а склоновете – от каменисти високопланински ландшафти. По долините на реките се срещат малки и редки горички от ива, зърнастец, топола, глог и бреза. В югозападното му подножие, при вливането на река Бартанг в Пяндж е разположен град Хорог, административен център на Горнобадахшанска автономна област. Рушанският хребет е открит и първично изследван от видния руски зоолог и пътешественик, изследовател на Средна Азия Николай Северцов.

## Топографска карта
- J-42-Г М 1:500000[2]
- J-43-В М 1:500000[3]